# Mohamed Gouaida
Mohamed Gouaida (* 15. Mai 1993 in Sfax) ist ein tunesisch-französischer Fußballspieler.

## Herkunft
Gouaida wurde als jüngster von fünf Brüdern im tunesischen Sfax geboren. Als er zwei Jahre alt war, zog seine Familie mit ihm ins französische Straßburg. Er besitzt die tunesische und die französische Staatsbürgerschaft.

## Karriere

### Im Verein

#### Anfänge in Straßburg und Freiburg
Gouaida begann mit dem Fußballspielen in der Jugend von Racing Straßburg. 2011 musste die Straßburger Fußballschule schließen, und Gouaida wechselte in die Fußballschule des SC Freiburg. Mit der A-Jugend gewann er den DFB-Junioren-Pokal. Zur Saison 2012/13 rückte er in die zweite Mannschaft auf. Dort erzielte er in seiner ersten Saison im Herrenbereich in 22 Spielen einen Treffer. In der Saison 2013/14, in der Gouaida in 17 Spielen drei Treffer erzielte, belegte das Team den zweiten Tabellenplatz, verzichtete aber auf die Teilnahme an der Aufstiegsrunde zur 3. Liga.

#### Bundesligadebüt beim Hamburger SV
Zur Saison 2014/15 wechselte Gouaida in die zweite Mannschaft des Hamburger SV. In der Hinrunde erzielte er in der Regionalliga Nord in 17 Spielen sechs Treffer und trug so zur Herbstmeisterschaft der U23 bei. Am 23. November 2014 absolvierte er unter Trainer Josef Zinnbauer, der zu Saisonbeginn noch sein Trainer in der zweiten Mannschaft gewesen war, sein Profidebüt beim 2:0-Sieg im Nordderby gegen Werder Bremen über die volle Spielzeit in der Bundesliga. Er ist der erste Franzose, der für den HSV in der Bundesliga spielt. Ende April 2015 erhielt Gouaida einen Profivertrag mit Laufzeit bis zum 30. Juni 2018.

#### Auf Leihbasis in Karlsruhe und St. Gallen
Zu Beginn der Saison 2015/16 wurde Gouaida vom Trainer Bruno Labbadia in den ersten drei Pflichtspielen nicht berücksichtigt. Er kam stattdessen zu drei Einsätzen in der zweiten Mannschaft. Um Spielpraxis auf höherem Niveau zu sammeln, wurde Gouaida am 26. August 2015 bis zum Saisonende in die 2. Bundesliga an den Karlsruher SC ausgeliehen.
Zur Saison 2016/17 verlängerte Gouaida seine Vertragslaufzeit beim HSV bis zum 30. Juni 2019 und wechselte für ein Jahr auf Leihbasis in die Schweizer Super League zum von Josef Zinnbauer trainierten FC St. Gallen. Dort kam er bis Mitte April auf 13 Einsätze. Nachdem Zinnbauer im Anfang Mai 2017 entlassen worden war, spielte er unter dem neuen Trainer Giorgio Contini keine Rolle mehr.

#### Rückkehr zum Hamburger SV
Ab Ende Juni 2017 absolvierte Gouaida ein Probetraining beim österreichischen Bundesligisten SKN St. Pölten. Nachdem ein Engagement nicht zustande gekommen war, wurde er vom HSV zur Vereinssuche freigestellt. Ende Juli kehrte Gouaida schließlich zum HSV zurück, wurde von Markus Gisdol aber nicht in den Kader der ersten Mannschaft aufgenommen, sondern stattdessen in die zweite Mannschaft (U21) integriert. Nachdem er in 17 Regionalligaeinsätzen drei Tore erzielt hatte, wurde er Ende November 2017 für einige Tage freigestellt, um ein Probetraining beim dänischen Erstligisten Odense BK zu absolvieren. Zu einer Verpflichtung in der Wintertransferperiode kam es allerdings nicht.
Nachdem der U-21-Trainer Christian Titz im März 2018 die Profis übernommen hatte, wurde Gouadida wieder in den Profikader hochgezogen. Am 31. März 2018 kam Gouaida erstmals seit drei Jahren wieder für den HSV in der Bundesliga zum Einsatz, als er beim 1:1-Unentschieden gegen den VfB Stuttgart in der Startelf stand. Bis zum Saisonende folgten keine weiteren Einsätze mehr. In der zweiten Mannschaft kam Gouaida auf insgesamt 32 Einsätze, in denen er neun Tore erzielte. Während er mit der zweiten Mannschaft Vizemeister der Regionalliga Nord wurde, musste er mit den Profis den erstmaligen Gang des HSV in die 2. Bundesliga antreten.

#### Über Sandhausen und Mannheim ins Ausland
Nach dem Abstieg der Profis des HSV in die 2. Bundesliga wechselte Gouaida zur Saison 2018/19 zum Ligakonkurrenten SV Sandhausen. Dort konnte er sich unter den Cheftrainern Kenan Koçak und Uwe Koschinat nicht durchsetzen. Gouaida absolvierte für den Verein, der über die gesamte Spielzeit gegen den Abstieg spielte, drei Zweitligaspiele.
Zur Saison 2019/20 wechselte Gouaida zum Drittliga-Aufsteiger SV Waldhof Mannheim, bei dem er einen bis zum 30. Juni 2021 laufenden Vertrag erhielt. Am 17. Januar 2021 erzielte er sein erstes Drittliga-Tor im Spiel gegen den KFC Uerdingen zur zwischenzeitlichen Führung (Endstand 1:1).
Im Sommer 2022 wechselte er in die 2. belgische Liga zu Royal Excelsior Virton und ein Jahr später ging er nach Luxemburg zum amtierenden Meister Swift Hesperingen. Ohne dort ein Pflichtspiel absolviert zu haben, verließ er nach zwei Monaten Ende August 2023 den Verein aus der BGL Ligue wieder und war seitdem vereinslos. Am 7. April 2025 wurde Gouaida dann beim deutschen Verbandsligisten ESV Südstern Singen als Neuzugang bekannt gegeben. Für den Sechstligisten ist der Mittelfeldakteur allerdings erst zur neuen Saison 2025/26 spielberechtigt.

### Nationalmannschaft
Aufgrund seiner Doppelstaatsbürgerschaft war Gouaida für den tunesischen und den französischen Fußballverband spielberechtigt. Im März 2015 wurde er von Georges Leekens erstmals in den Kader der tunesischen Nationalmannschaft berufen. Gouaida gab sein Länderspieldebüt am 27. März 2015, als er bei der 0:2-Testspielniederlage gegen Japan in der 69. Spielminute für Änis Ben-Hatira eingewechselt wurde. Seinen ersten Pflichtspieleinsatz absolvierte Gouaida am 12. Juni 2015, als er beim 8:1-Sieg gegen Dschibuti am ersten Spieltag der Qualifikation zum Africa Cup 2017 in der 84. Spielminute für Ali Maâloul eingewechselt wurde. Somit ist ein Verbandswechsel für Gouaida nicht mehr möglich.

## Titel
- DFB-Junioren-Pokalsieger: 2012
- Badischer Pokalsieger: 2020, 2021, 2022